# Bäk

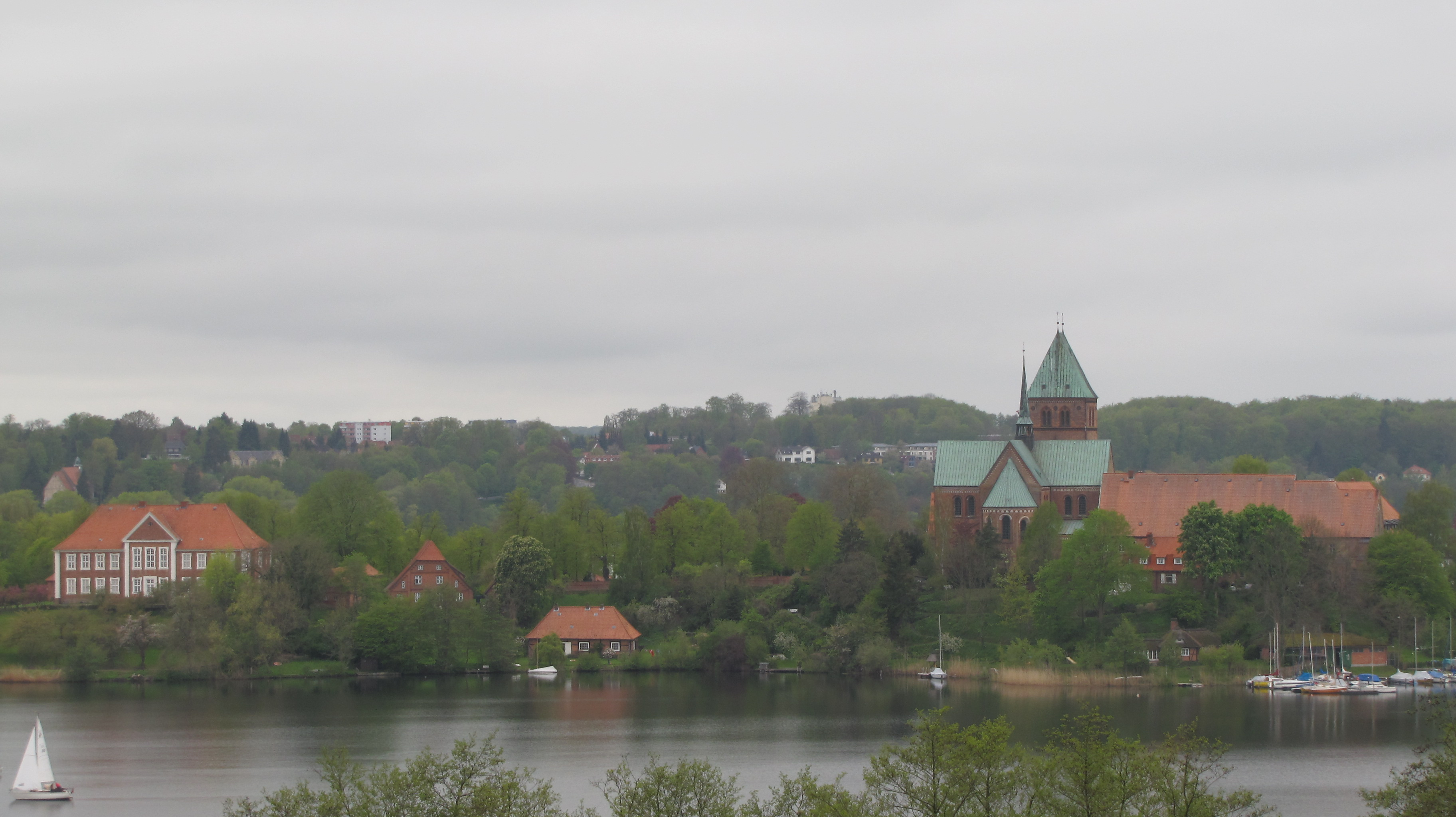
Blick von Bäk auf den Domsee (im Hintergrund der Ratzeburger Dom)

Bäk ist eine Gemeinde im Kreis Herzogtum Lauenburg in Schleswig-Holstein. Sie liegt  am Ostufer des Ratzeburger Sees im Naturpark Lauenburgische Seen. Bäk hat keine weiteren Ortsteile.

## Geographie
Der drei Kilometer lange Bach Bäk, an dem der Ort liegt, überwindet zwischen dem Mechower See und dem Ratzeburger See einen Höhenunterschied von rund 27 Metern. In der Gemeinde liegt auch ein rund 100 ha großes Waldgebiet, das Mechower Holz.

## Geschichte
Der Bach Bäk und sein Gefälle machten es möglich, in der frühen Neuzeit im sogenannten Kupfermühlental an mindestens fünf Staustufen Kupferhämmer beziehungsweise Kupfermühlen zu betreiben. Die Gründung der Arbeitersiedlung für die an der Bäk gelegenen Mühlen erfolgte 1581. Am wirtschaftlichen Höhepunkt um 1800 waren acht Wassermühlen in Betrieb und bis zu 60 Arbeitskräfte, davon 25 Meister, beschäftigt. Mit der einsetzenden Industrialisierung und der Erfindung der Dampfmaschine verarmte die Gemeinde Bäk. Die zurückgebliebenen Notleidenden bekamen 1868 eine Bettelerlaubnis und hießen so rundum die "Bäker Snurrers".
Die ehemals mecklenburgische Gemeinde wurde 1945 durch Gebietsaustausch aufgrund des Barber-Ljaschtschenko-Abkommens aus der sowjetischen Besatzungszone in die britische überführt und kam so zu Schleswig-Holstein. Die Neuordnung der Pachtverhältnisse auf mecklenburgischem Amtsreservat-Land, das zunächst vom Land Schleswig-Holstein, später vom Bund treuhänderisch verwaltet wurde, zog sich unter schwierigen Verhandlungen bis in die 1960er Jahre hin.

## Politik

### Gemeindevertretung
Von den elf Sitzen in der Gemeindevertretung hat die CDU seit der Kommunalwahl 2023 zehn Sitze, ein Einzelbewerber erhielt einen Sitz.

### Wappen
Blasonierung: „Geteilt von Silber und Rot. Oben auf der Teilungslinie ein oberhalbes blaues Mühlrad, unten ein schwebendes, silbernes lateinisches Kreuz, darüber eine goldene Krone.“
Das Wappen wurde 1981 genehmigt. Das halbe Mühlenrad nimmt auf die wasserbetriebenen Kupferhämmer Bezug, die in Bäk im 16. und 17. Jahrhundert betrieben wurden. Das silberne lateinische Kreuz mit der goldenen Krone erinnert an das Bistum Ratzeburg (später als Fürstentum Ratzeburg Teil von Mecklenburg-Strelitz), zu dem der Ort einst gehörte.

## Wirtschaft und Infrastruktur
Mit dem Sterben der Mühlenbetriebe im Zuge der Industrialisierung veränderte sich die Wirtschaftsstruktur des Dorfes und es begann sich zu einer Wohngemeinde zu entwickeln.
Da Bäk keine eigenen Schulen hat, werden Bildungsangebote vor allem im nahegelegenen Ratzeburg wahrgenommen.

## Sehenswürdigkeiten
In der Liste der Kulturdenkmale in Bäk stehen die in der Denkmalliste des Landes Schleswig-Holstein eingetragenen Kulturdenkmale.